# Governo Leone I
Il Governo Leone I è stato il diciottesimo esecutivo della Repubblica Italiana, il primo della IV legislatura.
Il governo rimase in carica dal 22 giugno al 5 dicembre 1963, per un totale di 166 giorni, ovvero 5 mesi e 13 giorni.
Il 5 novembre 1963 il governo si dimise.

## Storia
A seguito delle consultazioni del Presidente della Repubblica Segni, tenute dal 23 al 28 maggio, viene affidato ad Aldo Moro, segretario della DC, partito di maggioranza relativa in Parlamento, l'incarico di formare un nuovo governo. Questi cerca di trovare un accordo con PSDI, PRI e PSI per ottenere la maggioranza necessaria a sostenere il suo governo. Viene raggiunta un'intesa di massima prima con PSDI e PRI e poi col PSI, ma il 18 giugno, durante il comitato centrale, il PSI respinge la proposta di Nenni di appoggiare il governo di Aldo Moro e questo porta Moro a rinunciare all'incarico.
Il nuovo incarico viene allora conferito il 19 giugno a Giovanni Leone, allora Presidente della Camera, al fine di trovare una soluzione transitoria in attesa che nel PSI maturino le condizioni per una partecipazione organica ad un governo di centrosinistra. Ricevuto l’incarico, il giorno dopo è pronto un governo monocolore DC che, grazie, all'astensione del PSDI, PRI e del PSI, può giurare il 22 giugno davanti al capo dello Stato. Il primo luglio Leone presenta il Governo alle Camere, riuscendo a ottenere la fiducia sia al Senato, il 5 luglio con 133 voti a favore della sola DC, e 110 contrari - PCI, PLI e MSI - mentre non partecipano al voto 76 senatori appartenenti al gruppo misto, al gruppo socialista e al gruppo socialdemocratico, che alla Camera l'11 luglio con 255 voti a favore della sola DC, 225 contrari del PCI, PLI e MSI e 119 astensioni provenienti da PSI, PSDI, PRI, monarchici, il deputato valdostano e gli altoatesini.
Pochi mesi dopo, a seguito delle risultanze del congresso del PSI di fine ottobre che autorizza il gruppo dirigente ad avviare le trattative per la formazione di un governo con DC, PSDI e PRI, il 5 novembre 1963 si dimette il Governo anche in seguito alla riunione del consiglio della DC che delibera la nuova linea di governo allargata a sinistra raggiungendo un accordo con i socialisti del PSI, ma anche con PSDI e PRI. Il nuovo incarico viene affidato ad Aldo Moro.

## Compagine di governo

### Appartenenza politica
- Democrazia Cristiana (DC)

### Provenienza geografica
La provenienza geografica dei membri del Consiglio dei ministri si può così riassumere:
| Regione               | Presidente | Ministri | Sottosegretari | Totale |
| --------------------- | ---------- | -------- | -------------- | ------ |
| Campania              | 1          | 3        | 1              | 5      |
| Lazio                 | -          | 4        | 5              | 9      |
| Veneto                | -          | 3        | 3              | 6      |
| Liguria               | -          | 4        | -              | 4      |
| Sicilia               | -          | 1        | 3              | 4      |
| Toscana               | -          | 1        | 3              | 4      |
| Piemonte              | -          | -        | 4              | 4      |
| Puglia                | -          | 1        | 2              | 3      |
| Abruzzo               | -          | -        | 2              | 2      |
| Calabria              | -          | -        | 2              | 2      |
| Umbria                | -          | -        | 2              | 2      |
| Basilicata            | -          | 1        | -              | 1      |
| Emilia-Romagna        | -          | 1        | -              | 1      |
| Lombardia             | -          | 1        | -              | 1      |
| Marche                | -          | 1        | -              | 1      |
| Friuli-Venezia Giulia | -          | -        | 1              | 1      |
| Sardegna              | -          | -        | 1              | 1      |

### Sostegno parlamentare
- Sostegno parlamentare al momento della fiducia (5 luglio al Senato, 11 luglio alla Camera).

| Camera                  | Collocazione | Partiti                                                                                           | Seggi     |
| ----------------------- | ------------ | ------------------------------------------------------------------------------------------------- | --------- |
| Camera dei deputati     | Maggioranza  | DC (260)                                                                                          | 260 / 630 |
| Camera dei deputati     | Opposizione  | PCI (166), PSI (87), PLI (39), PSDI (33), MSI (27), PDIUM (8), PRI (6), SVP (3), UV (1)           | 370 / 630 |
| Senato della Repubblica | Maggioranza  | DC (132), Misto (1)                                                                               | 133 / 321 |
| Senato della Repubblica | Opposizione  | PCI (83), PSI (44), PLI (19), MSI (15), PSDI (14), PDIUM (2), PRI (1), SVP (2), UV (1), Misto (7) | 188 / 321 |

## Composizione
| Carica                                    | Titolare                              | Titolare                              | Titolare                              | Sottosegretari                                         |
| Presidenza del Consiglio dei ministri     | Presidenza del Consiglio dei ministri | Presidenza del Consiglio dei ministri | Presidenza del Consiglio dei ministri | Sottosegretario di Stato alla Presidenza del Consiglio |
| ----------------------------------------- | ------------------------------------- | ------------------------------------- | ------------------------------------- | ------------------------------------------------------ |
| Presidente del Consiglio dei ministri     |                                       |                                       | Giovanni Leone (DC)                   | - Crescenzo Mazza (DC)                                 |
| Vicepresidente del Consiglio dei ministri |                                       |                                       | Attilio Piccioni (DC)                 | - Crescenzo Mazza (DC)                                 |
| Ministri senza portafoglio                |                                       |                                       |                                       |                                                        |
| Riforma della Pubblica Amministrazione    |                                       |                                       | Roberto Lucifredi (DC)                | Roberto Lucifredi (DC)                                 |
| Cassa del Mezzogiorno                     |                                       |                                       | Giulio Pastore (DC)                   | Giulio Pastore (DC)                                    |
| Rapporti con il Parlamento                |                                       |                                       | Giuseppe Codacci Pisanelli (DC)       | Giuseppe Codacci Pisanelli (DC)                        |
| Ministero                                 | Ministri                              | Ministri                              | Ministri                              | Sottosegretari di Stato                                |
| Affari esteri                             |                                       |                                       | Attilio Piccioni (DC)                 | - Ferdinando Storchi (DC) - Edoardo Martino (DC)       |
| Interni                                   |                                       |                                       | Mariano Rumor (DC)                    | - Guido Bisori (DC) - Giovanni Giraudo (DC)            |
| Bilancio                                  |                                       |                                       | Giuseppe Medici (DC)                  | - Cristoforo Pezzini (DC)                              |
| Finanze                                   |                                       |                                       | Mario Martinelli (DC)                 | - Antonio Pecoraro (DC) - Giuseppe Salari (DC)         |
| Tesoro                                    |                                       |                                       | Emilio Colombo (DC)                   | - Lorenzo Natali (DC) - Giovanni Bovetti (DC)          |
| Grazia e Giustizia                        |                                       |                                       | Giacinto Bosco (DC)                   | - Carlo Scarascia Mugnozza (DC)                        |
| Difesa                                    |                                       |                                       | Giulio Andreotti (DC)                 | - Gustavo De Meo (DC) - Guglielmo Pelizzo (DC)         |
| Industria e Commercio                     |                                       |                                       | Giuseppe Togni (DC)                   | - Filippo Micheli (DC)                                 |
| Commercio con l'Estero                    |                                       |                                       | Giuseppe Trabucchi (DC)               | - Vittorio Cervone (DC)                                |
| Agricoltura e Foreste                     |                                       |                                       | Bernardo Mattarella (DC)              | - Vittorio Pugliese (DC) - Giacomo Sedati (DC)         |
| Lavori Pubblici                           |                                       |                                       | Fiorentino Sullo (DC)                 | - Tommaso Spasari (DC)                                 |
| Lavoro e Previdenza Sociale               |                                       |                                       | Umberto Delle Fave (DC)               | - Ettore Calvi (DC) - Augusto Fanelli (DC)             |
| Trasporti e dell'aviazione civile         |                                       |                                       | Guido Corbellini (DC)                 | - Renato Cappugi (DC)                                  |
| Marina Mercantile                         |                                       |                                       | Francesco Maria Dominedò (DC)         | - Dario Antoniozzi (DC)                                |
| Poste e Telecomunicazioni                 |                                       |                                       | Carlo Russo (DC)                      | - Remo Gaspari (DC) - Corrado Terranova (DC)           |
| Pubblica Istruzione                       |                                       |                                       | Luigi Gui (DC)                        | - Domenico Magrì (DC) - Maria Badaloni (DC)            |
| Partecipazioni statali                    |                                       |                                       | Giorgio Bo (DC)                       | - Eugenio Gatto (DC)                                   |
| Sanità                                    |                                       |                                       | Angelo Raffaele Jervolino (DC)        | - Natale Santero (DC)                                  |
| Turismo e Spettacolo                      |                                       |                                       | Alberto Folchi (DC)                   | - Ruggero Lombardi (DC)                                |

## Cronologia
Salvo diversa indicazione le notizie sono tratte dal sito dellarepubblica.it, richiamato in bibliografia
- 10 maggio: Nella sede del gruppo parlamentare socialista si svolge un incontro fra Pietro Nenni e Giuseppe Saragat. I due leader decidono che i rispettivi partiti non avanzeranno proposte sulla formazione del nuovo governo, in attesa di un pronunciamento ufficiale della DC.
- 12-13 maggio: i dorotei di Mariano Rumor ed Emilio Colombo indicano Moro per la formazione del governo. Si vocifera l'appoggio dei centristi ma non della destra del partito.
- 17 maggio: il Presidente della Repubblica inizia la consultazioni. L'attenzione generale è rivolta all'imminente congresso del PSI, che deve risolvere il problema dei rapporti col PCI. Mario Scelba insiste per una riedizione del centrismo degasperiano.[15]
- 16 maggio: inizia la IV legislatura.
- 18-19 maggio: comitato centrale PSI. Fra gli autonomisti si manifestano divergenze sulla prospettiva del centro-sinistra. Santi, Lombardi e Giolitti, differenziandosi da Nenni, ne contestano la chiusura al PCI. La sinistra di Vecchietti e Basso critica nei confronti della relazione di Nenni e su un centro-sinistra che si ponga come obiettivo l’isolamento del PCI. Il Comitato centrale, con un voto a maggioranza, si chiude con una posizione interlocutoria che fissa le condizioni per l’ingresso del PSI nel governo. Punti qualificanti: l’attuazione delle Regioni e la riforma urbanistica. Indicata la data del 18 luglio per il Congresso che, successivamente, sarà spostato al 25 ottobre.
- 20 maggio: Aldo Moro è proposto per l'incarico dai gruppi parlamentari della DC.
Palmiro Togliatti insiste per il rispetto del responso delle urne, che ha spostato l'Italia a sinistra, chiede che il PCI possa entrare nel governo e definisce il centro-sinistra di Moro un pretesto per impedire ai comunisti di governare. Il segretario del PCI invita i socialisti a non isolarsi dai comunisti e, sottolinea che è interesse dello stesso PSI non essere solo nella lotta per un'autentica svolta a sinistra. Mario Scelba definisce la pretesa comunista assurda. Giovanni Malagodi annuncia una dura opposizione del PLI.
Con l'arresto dell'avvocato Franco Bartoli Avveduti esplode lo "scandalo delle banane". Il presidente dell'Azienda Monopolio Banane è accusato di turbativa nelle aste per la concessione della vendita all'ingrosso.[16]
- 25 maggio: Aldo Moro riceve l'incarico di formare il nuovo governo. Le consultazioni sono in parte rallentate dalle notizie sulle condizioni di salute di Giovanni XXIII e dall'imminenza delle elezioni regionali siciliane.
L'avvocato Avveduti è accusato di aver guadagnato centinaia di milioni comunicando a grosse imprese commerciali le cifre fissate dal ministero, e contenute nelle buste sigillate, coi minimi valori delle aste.
- 22-24 maggio: Consiglio atlantico. Si riuniscono i ministri dei paesi aderenti alla Nato. L’Italia è presente con una delegazione guidata da Giulio Andreotti, ministro della Difesa. Alla vigilia il monito dell’URSS inviato ai vari governi che partecipano alla Conferenza per un Mediterraneo «senza atomiche». La riunione approva varie misure per organizzare le forze nucleari del Comando supremo alleato (SACEU): assegnazione dei bombardieri atomici britannici e dei sottomarini americani “Polaris”; istituita la carica di un vice comandante del SACEU responsabile delle questioni nucleari, infine si prospetta la partecipazione allargata di militari dei vari paesi Nato alla pianificazione operativa che si svolge a Omaha nel Nebraska (USA). Nonostante le riserve manifestate da alcuni Paesi, Andreotti, a nome del governo italiano, si pronuncia favorevolmente alle proposte.
- 3 giugno: muore papa Giovanni XXIII.
- 8-9 giugno: elezioni regionali in Sicilia: la DC recupera i voti perduti alle politiche del 28 aprile. Migliora dello 0,4% il PCI. Stazionari i socialisti, aumentano PSDI e PRI. Grande avanzata del PLI che rispetto alle elezioni regionali del 1959 passa da due seggi a sette. Regresso missino, crollo dei monarchici. Escono definitivamente di scena Silvio Milazzo e la sua lista.
- 10 giugno: DC-PSDI e PRI raggiungono un accordo sul programma indicato da Aldo Moro, presidente incaricato. Pochi giorni dopo viene raggiunta l'intesa col PSI.
- 16-22 giugno: Pietro Ingrao parla a Portoferraio e denuncia la lentezza con cui, dopo le elezioni e l’avanzata del PCI, procede la formazione del nuovo governo e accusa Moro di voler scaricare sul PSI la crisi della DC.
Alla direzione nazionale del PSI la corrente autonomista vota contro il documento presentato da Nenni per la formazione del nuovo governo. Fra i motivi indicati l’assenza nel documento di ogni riferimento alla riforma urbanistica. In conseguenza di questa decisione Moro rimette l'incarico.
Palmiro Togliatti giudica «inammissibile» la discriminazione anticomunista posta dalla DC e afferma, rivolto al PSI, che un partito operaio e democratico non può accettare tale impostazione.
Dopo il fallimento dell’incarico ad Aldo Moro la DC avanza l’ipotesi di un governo d’affari guidato dal Presidente della Camera Giovanni Leone. Una soluzione transitoria in attesa che nel PSI maturino le condizioni per una partecipazione organica ad un governo di centro-sinistra. Ricevuto l’incarico il 19 giugno Leone in solo 24 ore forma il suo primo governo, un monocolore DC. Nel frattempo Nenni e la direzione nazionale del PSI si dimettono rimettendosi al responso del congresso. Brunetto Bucciarelli-Ducci sostituisce Leone alla presidenza della camera.
- 17 giugno: Riunione dei gruppi parlamentari del PCI. Palmiro Togliatti giudica «inammissibile» la discriminazione anticomunista posta dalla DC e afferma, rivolto al PSI, che un partito operaio e democratico non può accettare tale impostazione. Giudica «scandaloso» il ritardo nel dare un governo al Paese. La riunione si svolge mentre è in corso il Comitato centrale del PSI che respinge la proposta di Nenni di appoggiare il tentativo di Aldo Moro di formare il governo. Una nuova riunione dei gruppi parlamentari del PCI si svolgerà il 18 giugno dopo la rinuncia di Moro.
- 21 giugno: Paolo VI è il nuovo papa.
- 22 giugno: giuramento dei ministri davanti al capo dello Stato. Il nuovo esecutivo potrà contare sull’astensione del PSDI, PRI e del PSI. La decisione sarà assunta definitivamente dopo la presentazione in Parlamento del programma di governo.[17]
- 26 giugno: Due auto cariche di tritolo esplodono a Palermo. Due morti fra i civili e 7 fra le forze dell’ordine.
- 3-5 luglio: Senato; discussione sulle comunicazioni del governo. La fiducia è approvata con 133 voti a favore, la sola DC, e 110 contrari. Si astengono 76 senatori appartenenti al gruppo misto, al gruppo socialista e al gruppo socialdemocratico. Contro PCI, PLI e MSI.
- 8-11 luglio: Camera; discussione sulle comunicazioni del governo. La fiducia è approvata con 255 voti a favore, 225 contrari, 119 astenuti. Vota a favore la sola DC, si astengono socialisti, socialdemocratici, repubblicani, monarchici, il deputato valdostano e gli altoatesini. Votano contro PCI, PLI, MSI.
- 12 luglio: Consiglio dei Ministri: approvato il disegno di legge sulla tutela dei vini DOC. Stanziati sei miliardi per l'Opera nazionale maternità e infanzia.
- 13 luglio: a Roma viene condannato a venti anni di reclusione l'ex ispettore di dogana Cesare Mastrella. Il funzionario è stato riconosciuto colpevole di aver abusato delle sue funzioni per appropriarsi di circa un miliardo di lire, reinvestito in boutique e auto di lusso.
- 15 luglio: Arnaldo Forlani, vice segretario della DC, a nome dei fanfaniani, rende pubblica una lettera inviata a Aldo Moro in cui si dichiara venuta meno la maggioranza congressuale di Napoli. Nei giorni successivi ulteriori incontri delineano in modo più preciso le richieste della componente alla segreteria mirate, si dice, ad un miglioramento della vita interna e parlamentare del partito.[18]
- 19 luglio: la corrente autonomista del PSI, che si era spaccata votando contro gli accordi con la DC per il primo governo Moro, ritrova l'unità in un documento che verrà sottoposto al congresso nazionale del partito.[19]
- 31 luglio-3 agosto: consiglio nazionale della DC: il partito conferma la fiducia alla segreteria e alla politica di centro-sinistra nonostante i distinguo di Fanfani e la netta opposizione delle componenti della destra. Accolto positivamente il documento unitario degli autonomisti del PSI: il dialogo per un nuovo gabinetto unitario viene tuttavia rinviato alle risultanze del congresso socialista.
- 2-4 agosto: congresso del MSI. Le assise si svolgono in un clima di forte tensione tra la maggioranza moderata di Arturo Michelini e la componente movimentista di Giorgio Almirante, che si costituisce nella corrente Rinnovamento. Michelini è rieletto segretario, Augusto De Marsanich presidente. Il congresso si conclude con voci di scissione.
- 6 agosto: Consiglio dei Ministri: aumentate del 20% le pensioni degli impiegati dello stato.
Il governo italiano aderisce al patto contro le atomiche. La procedura per la firma sarà stabilità d'accordo con i Paesi atlantici. Piccioni si rammarica che “solo per il rifiuto di pochi Stati l’adesione al patto di Mosca non sia diventata plebiscitaria”. Si riferisce specialmente a Bonn.
- 10 agosto: attacco del terrorismo altoatesino alla caserma della Guardia di Finanza di Lutago.
- 13 agosto: un articolo di Giuseppe Saragat solleva dubbi sulla gestione del CNEN da parte dell'ing. Felice Ippolito. Successive indiscrezioni giornalistiche sollevano dubbi sulla correttezza del suo operato. La magistratura apre un fascicolo con l'ipotesi di falso continuato in atti pubblici, peculato continuato e aggravato, interesse privato in atti d'ufficio, abuso d'ufficio. Su iniziativa del Presidente del Consiglio viene varata una commissione parlamentare per una indagine conoscitiva.
- 29 agosto: a Trento dieci carabinieri sono assolti dall'accusa di lesioni aggravate nei confronti di un gruppo di terroristi altoatesini.
- 13 settembre: alla vigilia dell'avvio dei congressi di sezione la corrente autonomista del PSI smentisce le voci di una sua divisione in vista del congresso, alimentate da un'agenzia di stampa legata al PCI[20].
- 27 settembre: Il Ministro degli Esteri Attilio Piccioni interviene all’Assemblea delle Nazioni Unite per riaffermare la volontà dell’Italia di trovare una soluzione alla controversia con l’Austria sulla questione sud-tirolese.
- 9 ottobre: disastro del Vajont.
- 25-29 ottobre: si apre il congresso nazionale del PSI. La mozione approvata dalla maggioranza dei delegati autorizza le trattative per la partecipazione dei socialisti al governo. Un terzo dei delegati approva la piattaforma esposta da Tullio Vecchietti contro la collaborazione ad ogni costo proposta da Nenni. Sandro Pertini respinge il ricatto atlantico e anticomunista accettato dalla maggioranza. I risultati dell'assise provocano una forte reazione del PLI; Giovanni Malagodi arriva ad ipotizzare le elezioni anticipate e lancia un appello al senso di responsabilità della DC che, al suo interno, è frenata dalla richiesta di un chiarimento da parte dei dorotei prima dell'avvio di qualsiasi trattativa. I vescovi rilanciano le condanne della chiesa nei confronti del marxismo ateo nelle stesse ore in cui si annuncia la convocazione di un consiglio dei ministri per le dimissioni dell'esecutivo.[21]
- 4 novembre: Leone rassegna le dimissioni del governo.[22]